# Racing Club de Strasbourg Alsace 2024-2025 (femminile)
Questa voce raccoglie le informazioni riguardanti la squadra femminile dello Racing Club de Strasbourg Alsace nelle competizioni ufficiali della stagione 2024-2025.

## Divise e sponsor
La grafica è la stessa adottata dalla squadra maschile dello Strasburgo. Il main sponsor è Coopérative Alsace Lait, azienda lattiero casearia francese, quello tecnico, fornitore delle divise da gioco, è Adidas.
| Casa | Trasferta |

## Organigramma societario
Organigramma come da sito ufficiale, aggiornat0 al 30 aprile 2025.
Area tecnica
- Allenatore: Vincent Nogueira
- Vice allenatore: Guillaume Stiegler
- Preparatore dei portieri: Landry Bonnefoi
- Preparatore atletico: Sara Faure
- Fisioterapista: Anais Frey
- Analista video: Evan Princé
- Team Manager: Sophie-Margaux Lagandré

## Rosa
Rosa, ruoli e numeri di maglia come da sito ufficiale, aggiornati al 30 aprile 2025.
| N. |                        | Ruolo | Calciatrice        |
| -- | ---------------------- | ----- | ------------------ |
| 1  | Francia (bandiera)     | P     | Manon Wahl         |
| 2  | Senegal (bandiera)     | D     | Mareme Babou       |
| 3  | Francia (bandiera)     | C     | Morgane Duporge    |
| 5  | Francia (bandiera)     | D     | Anaëlle Tchakounté |
| 6  | Stati Uniti (bandiera) | C     | Sierra Enge        |
| 7  | Libano (bandiera)      | A     | Pilar Khoury       |
| 8  | Stati Uniti (bandiera) | A     | Emma Loving        |
| 9  | Francia (bandiera)     | A     | Liana Joseph       |
| 10 | Francia (bandiera)     | A     | Lorena Azzaro      |
| 11 | Francia (bandiera)     | A     | Fatoumata Baldé    |
| 12 | Francia (bandiera)     | D     | Amandine Béché     |
| 15 | Francia (bandiera)     | D     | Clémence Mairot    |
| 16 | Francia (bandiera)     | P     | Manon Le Page      |

| N. |                     | Ruolo | Calciatore        |
| -- | ------------------- | ----- | ----------------- |
| 17 | Germania (bandiera) | C     | Emily Evels       |
| 18 | Francia (bandiera)  | D     | Amanda Chaney     |
| 19 | Marocco (bandiera)  | A     | Kenza Chapelle    |
| 20 | Francia (bandiera)  | C     | Mégane Hoeltzel   |
| 21 | Francia (bandiera)  | D     | Élise Bonet       |
| 22 | Francia (bandiera)  | C     | Chloé Neller      |
| 23 | Francia (bandiera)  | D     | Pauline Dechilly  |
| 24 | Francia (bandiera)  | D     | Ève Périsset      |
| 26 | Francia (bandiera)  | D     | Fanny Hoarau      |
| 27 | Francia (bandiera)  | C     | Laurine Hannequin |
| 29 | Francia (bandiera)  | D     | Emmy Jézéquel     |
| 30 | Francia (bandiera)  | P     | Pauline Moitrel   |
| 94 | Francia (bandiera)  | C     | Maeline Mendy     |

## Calciomercato

### Sessione estiva
| Acquisti | Acquisti           | Acquisti            | Acquisti |
| R.       | Nome               | da                  | Modalità |
| -------- | ------------------ | ------------------- | -------- |
| P        | Manon Le Page      | VGA Saint-Maur      | [ 4 ]    |
| P        | Pauline Moitrel    | Rodez               | [ 4 ]    |
| D        | Mareme Babou       | Metz                | [ 4 ]    |
| D        | Amandine Béché     | Montauban           | [ 4 ]    |
| D        | Emmy Jézéquel      | Guingamp            | [ 4 ]    |
| D        | Anaëlle Tchakounté | Olympique Marsiglia | [ 4 ]    |
| C        | Sierra Ann Enge    | San Diego Wave      | [ 4 ]    |
| C        | Emily Evels        | Sand                | [ 4 ]    |
| A        | Lorena Azzaro      | Lilla               | [ 4 ]    |
| A        | Fatoumata Baldé    | Nizza               | [ 4 ]    |
| A        | Emma Loving        | Sand                | [ 4 ]    |

| Cessioni | Cessioni            | Cessioni | Cessioni   |
| R.       | Nome                | a        | Modalità   |
| -------- | ------------------- | -------- | ---------- |
| P        | Julie Genty         | Metz     | [ 4 ]      |
| D        | Kate Nado           | Le Mans  | [ 4 ]      |
| D        | Samantha Rosette    | Brooklyn | [ 4 ]      |
| C        | Tiphaine Brissonnet | Rodez    | [ 4 ]      |
| C        | Léa Munier          | Metz     | [ 4 ]      |
| A        | Roseline Éloissaint | Nantes   | definitivo |
| A        | Pauline Haugou      | Lilla    | [ 4 ]      |
| A        | Joséphine Palin     | Nizza    | [ 4 ]      |

### Sessione invernale
| Acquisti | Acquisti      | Acquisti        | Acquisti |
| R.       | Nome          | da              | Modalità |
| -------- | ------------- | --------------- | -------- |
| D        | Ève Périsset  | Chelsea         | [ 6 ]    |
| C        | Maeline Mendy | Olympique Lione | prestito |
| A        | Liana Joseph  | Olympique Lione | prestito |

| Cessioni | Cessioni        | Cessioni   | Cessioni |
| R.       | Nome            | a          | Modalità |
| -------- | --------------- | ---------- | -------- |
| A        | Fatoumata Baldé | Beylerbeyi | [ 6 ]    |

## Risultati

### Première Ligue

#### Girone di andata
| Arbitro: | Bessière |

|               |           |        |
| Hannequin 12’ | Marcatori | 59’ Wu |

| Arbitro: | Daupeux |

|                                                                            |           |  |
| Van de Donk 17’ Horan-Heaps 38’, 90+3’ Diani 45’ Chawinga 52’ Dumornay 58’ | Marcatori |  |

| Arbitro: | El Bour |

|  |           |                       |
|  | Marcatori | 18’ Traoré 27’ Robert |

| Montpellier 12 ottobre 2024, ore 17:00 CEST 4ª giornata | Montpellier | 0 – 0 referto | Strasburgo | Stadio Bernard Gasset n°7 - terreno Mama Ouattara (427 spett.)\| Arbitro: \| Fournier \| |
| Arbitro:                                                | Fournier    |               |            |                                                                                          |

| Arbitro: | Gerbel |

|                                               |           |                                |
| Bhandari 58’ Ollivier 66’ Peneau 90+6’ (rig.) | Marcatori | 63’ (rig.) Azzaro 65’ Chapelle |

| Arbitro: | Vanderstichel |

|                            |           |  |
| Chapelle 40’ Hannequin 60’ | Marcatori |  |

| Arbitro: | Collin |

|                                |           |  |
| Katoto 8’, 38’, 48’ Dorsin 60’ | Marcatori |  |

| Arbitro: | Fournier |

|              |           |                                             |
| Hoeltzel 42’ | Marcatori | 11’ Thiney 34’ Matéo 39’ Korošec 86’ Dufour |

| Arbitro: | Gerbel |

|            |           |                          |
| Azzaro 18’ | Marcatori | 13’ Fleury 85’ Éloissant |

| Arbitro: | Collin |

|               |           |               |
| Effa Effa 58’ | Marcatori | 31’ Hannequin |

| Épernay 14 dicembre 2024, ore 17:00 CET 11ª giornata | Stade Reims | 0 – 0 referto | Strasburgo | Stadio Paul Chandon (177 spett.)\| Arbitro: \| El Bour \| |
| Arbitro:                                             | El Bour     |               |            |                                                           |

#### Girone di ritorno
| Arbitro: | Fournier |

|            |           |                             |
| Azzaro 47’ | Marcatori | 82’ Deslandes 90+4’ Khelifi |

| Arbitro: | Rochebilière |

|               |           |  |
| Jedlińska 76’ | Marcatori |  |

| Arbitro: | Daupeux |

|              |           |                                   |
| Joseph 90+3’ | Marcatori | 45’ Leuchter 63’ (aut.) Hannequin |

| Arbitro: | Vanderstichel |

|            |           |            |
| Traoré 40’ | Marcatori | 79’ Joseph |

| Arbitro: | Rochebilière |

|  |           |                                                   |
|  | Marcatori | 6’ Le Sommer 62’ Renard 64’ Dumornay 90’ Chawinga |

| Nantes 15 marzo 2025, ore 14:00 CET 17ª giornata | Nantes  | 0 – 0 referto | Strasburgo | Stadio Marcel Saupin (731 spett.)\| Arbitro: \| El Bour \| |
| Arbitro:                                         | El Bour |               |            |                                                            |

| Arbitro: | Daupeux |

|                                   |           |           |
| Thiney 47’ Bussy 53’ Bourdieu 74’ | Marcatori | 5’ Azzaro |

| Arbitro: | Gerbe |

|                                                             |           |  |
| Hannequin 13’, 54’ Azzaro 35’, 90+4’ Mendy 63’ Chapelle 80’ | Marcatori |  |

| Arbitro: | Collin |

|              |           |             |
| Hoeltzel 29’ | Marcatori | 36’ Kouache |

| Arbitro: | Vanderstichel |

|              |           |             |
| Cambot 90+2’ | Marcatori | 6’ Hoeltzel |

| Arbitro: | Rochebilière |

|                        |           |  |
| Mendy 25’ Joseph 90+6’ | Marcatori |  |

### Coppa di Francia
| Arbitro: | Efe |

|  |           |                                      |
|  | Marcatori | 3’, 71’ Khoury 52’ Enge 90’ Chapelle |

| Arbitro: | Fournier |

|               |                      |            |
| Hannequin 38’ | Marcatori            | 45’ Conesa |
|               | Tiri di rigore 6 – 7 |            |

## Statistiche

### Statistiche di squadra
| Competizione     | Punti | In casa | In casa | In casa | In casa | In casa | In casa | In trasferta | In trasferta | In trasferta | In trasferta | In trasferta | In trasferta | Totale | Totale | Totale | Totale | Totale | Totale | DR  |
| Competizione     | Punti | G       | V       | N       | P       | Gf      | Gs      | G            | V            | N            | P            | Gf           | Gs           | G      | V      | N      | P      | Gf     | Gs     | DR  |
| ---------------- | ----- | ------- | ------- | ------- | ------- | ------- | ------- | ------------ | ------------ | ------------ | ------------ | ------------ | ------------ | ------ | ------ | ------ | ------ | ------ | ------ | --- |
| Première Ligue   | 14    | 10      | 2       | 2       | 6       | 14      | 18      | 11           | 0            | 6            | 5            | 6            | 20           | 21     | 2      | 8      | 11     | 20     | 38     | -18 |
| Coppa di Francia | -     | 1       | 0       | 1       | 0       | 1       | 1       | 1            | 1            | 0            | 0            | 4            | 0            | 2      | 1      | 1      | 0      | 5      | 1      | +4  |
| Totale           | -     | 11      | 2       | 3       | 6       | 15      | 19      | 12           | 1            | 6            | 5            | 10           | 20           | 23     | 3      | 9      | 11     | 25     | 39     | -14 |

### Andamento in campionato
| Giornata  | 1 | 2 | 3 | 4  | 5  | 6 | 7 | 8 | 9  | 10 | 11 | 12 | 13 | 14 | 15 | 16 | 17 | 18 | 19 | 20 | 21 | 22 |
| --------- | - | - | - | -- | -- | - | - | - | -- | -- | -- | -- | -- | -- | -- | -- | -- | -- | -- | -- | -- | -- |
| Luogo     | C | T | C | T  | T  | C | T | C | C  | T  | T  | C  | T  | C  | T  | C  | T  | T  | C  | C  | T  | C  |
| Risultato | N | P | P | N  | P  | V | P | P | P  | N  | N  | P  | P  | P  | N  | P  | N  | P  | V  | N  | N  | V  |
| Posizione | 7 | 9 | 9 | 10 | 11 | 9 | 9 | 9 | 10 | 10 | 10 | 10 | 11 | 11 | 11 | 11 | 11 | 11 | 10 | 10 | 11 | 9  |

Legenda:

Luogo: C = Casa; T = Trasferta. Risultato: V = Vittoria; N = Pareggio; P = Sconfitta.

### Statistiche delle giocatrici
| Giocatore     | Première Ligue | Première Ligue | Première Ligue | Première Ligue | Coppa di Francia | Coppa di Francia | Coppa di Francia | Coppa di Francia | Totale   | Totale | Totale      | Totale     |
| Giocatore     | Presenze       | Reti           | Ammonizioni    | Espulsioni     | Presenze         | Reti             | Ammonizioni      | Espulsioni       | Presenze | Reti   | Ammonizioni | Espulsioni |
| ------------- | -------------- | -------------- | -------------- | -------------- | ---------------- | ---------------- | ---------------- | ---------------- | -------- | ------ | ----------- | ---------- |
| L. Azzaro     | 22             | 6              | 1              | 0              | 2                | 0                | 0                | 0                | 24       | 6      | 1           | 0          |
| M. Babou      | 14             | 0              | 0              | 0              | 2                | 0                | 2                | 0                | 16       | 0      | 2           | 0          |
| F. Baldé      | 4              | 0              | 0              | 0              | ?                | ?                | ?                | ?                | 4+       | 0+     | 0+          | 0+         |
| É. Bonet      | 20             | 0              | 5              | 1              | 1                | 0                | 0                | 0                | 21       | 0      | 5           | 1          |
| A. Béché      | 17             | 0              | 1              | 0              | 2                | 0                | 0                | 0                | 19       | 0      | 1           | 0          |
| A. Chaney     | 17             | 0              | 3              | 0              | 1                | 0                | 1                | 0                | 18       | 0      | 4           | 0          |
| K. Chapelle   | 18             | 3              | 0              | 0              | ?                | ?                | ?                | ?                | 18+      | 3+     | 0+          | 0+         |
| P. Dechilly   | 6              | 0              | 1              | 0              | ?                | ?                | ?                | ?                | 6+       | 0+     | 1+          | 0+         |
| M. Duporge    | 15             | 0              | 3              | 0              | 1                | 0                | 0                | 0                | 16       | 0      | 3           | 0          |
| S. Enge       | 20             | 0              | 4              | 0              | 2                | 1                | 0                | 0                | 22       | 1      | 4           | 0          |
| E. Evels      | 9              | 0              | 0              | 0              | 1                | 0                | 0                | 0                | 10       | 0      | 0           | 0          |
| L. Hannequin  | 22             | 5              | 0              | 0              | 2                | 1                | 0                | 0                | 24       | 6      | 0           | 0          |
| M. Hoeltzel   | 19             | 3              | 1              | 0              | 2                | 0                | 0                | 0                | 21       | 3      | 1           | 0          |
| F. Hoarau     | 18             | 0              | 1              | 0              | 1                | 0                | 0                | 0                | 19       | 0      | 1           | 0          |
| E. Jézéquel   | 20             | 0              | 1              | 0              | ?                | ?                | ?                | ?                | 20+      | 0+     | 1+          | 0+         |
| L. Joseph     | 5              | 2              | 0              | 0              | 1                | 0                | 0                | 0                | 6        | 2      | 0           | 0          |
| P. Khoury     | 11             | 0              | 0              | 0              | 2                | 2                | 0                | 0                | 13       | 2      | 0           | 0          |
| M. Le Page    | 0              | 0              | 0              | 0              | -                | -                | -                | -                | 0        | 0      | 0           | 0          |
| E. Loving     | 20             | 0              | 1              | 0              | 2                | 0                | 0                | 0                | 22       | 0      | 1           | 0          |
| P. Maillier   | 0              | 0              | 0              | 0              | -                | -                | -                | -                | 0        | 0      | 0           | 0          |
| C. Mairot     | 1              | 0              | 0              | 0              | 2                | 0                | 1                | 0                | 3        | 0      | 1           | 0          |
| M. Mendy      | 10             | 0              | 0              | 0              | -                | -                | -                | -                | 10       | 0      | 0           | 0          |
| P. Moitrel    | 0              | 0              | 0              | 0              | 2                | -1               | 0                | 0                | 2        | -1     | 0           | 0          |
| C. Neller     | 11             | 0              | 1              | 0              | 1                | 0                | 0                | 0                | 12       | 0      | 1           | 0          |
| È. Périsset   | 8              | 0              | 0              | 0              | -                | -                | -                | -                | 8        | 0      | 0           | 0          |
| A. Tchakounté | 20             | 0              | 2              | 0              | 1                | 0                | 0                | 0                | 21       | 0      | 2           | 0          |
| M. Wahl       | 22             | -39            | 0              | 0              | 0                | 0                | 0                | 0                | 22       | -39    | 0           | 0          |